# François-Jean Lefebvre de La Barre

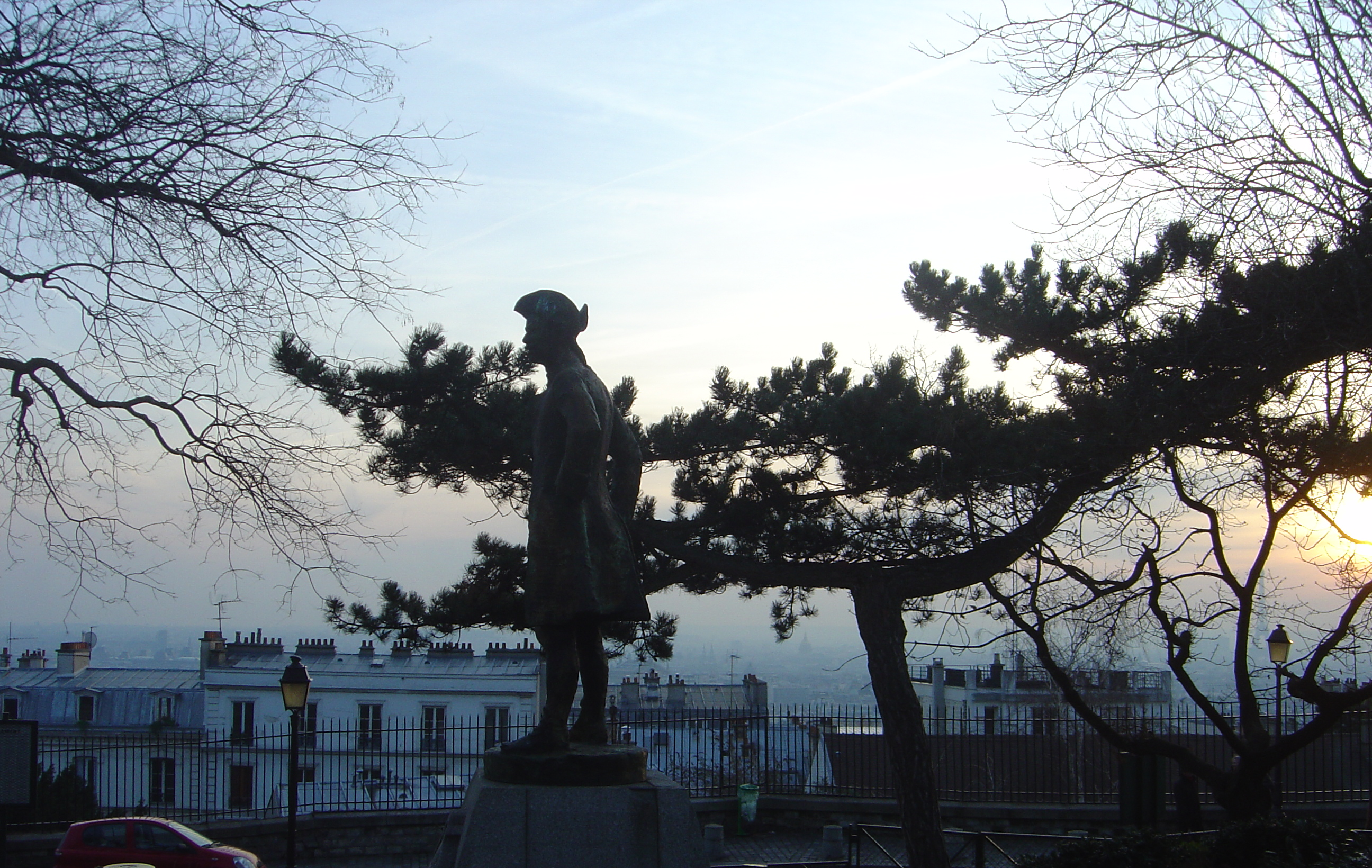
Estàtua del cavaller de la Barre a Montmartre

El cavaller François-Jean Lefebvre de La Barre (12 de setembre de 1746, castell de Férolles-Attilly - executat a Abbeville, 1 de juliol de 1766) fou una víctima de la intolerància religiosa al Segle de les Llums en un assumpte on s'investiren els filòsofs de les Llums en nom de la tolerància religiosa.
Cap a l'edat de 16 anys, el 1762, el cavaller de La Barre i el seu germà Jean-Baptiste varen ser enviats a Abbeville amb la seva tia, Anne Marguerite Feydeau (qui era de fet la seva cosina germana), abadessa de Willancourt, després de la ruïna del seu pare que havia dilapidat una fortuna de més de 40.000 lliures, en una renda heretada del seu propi pare, tinent general de l'armada

## La profanació de l'estàtua de Crist
De la Barre és conegut pel judici al que va ser sotmès i en el qual va intervenir Voltaire. L'afer comença en resposta a la degradació, descoberta el 9 d'agost de 1765, de l'estàtua del Crist que s'eleva sobre el pont nou d'Abbeville. Aquesta estàtua havia estat danyada a diversos punts amb un «instrument de tall» que, com ho va escriure l'uixer del rei, va provocar a la cama dreta «tres talls de més d'una polzada de llarg cadascun, i quatre "línies" de profunditat» i «dos talls al costat de l'estómac». La commoció a la ciutat picarda va ser immensa, ja que, segons l'Església catòlica, per aquest gest és Déu, i no només el seu símbol, el que va estat
 colpit. Així, reforçant la gravetat d'aquest sacrilegi, el mateix bisbe d'Amiens, Louis-François-Gabriel d'Orléans de la Motte, va anar descalç a la cerimònia de reparació d'aquesta ofensa, en presència de tots els dignataris de la regió.

## Un culpable ideal

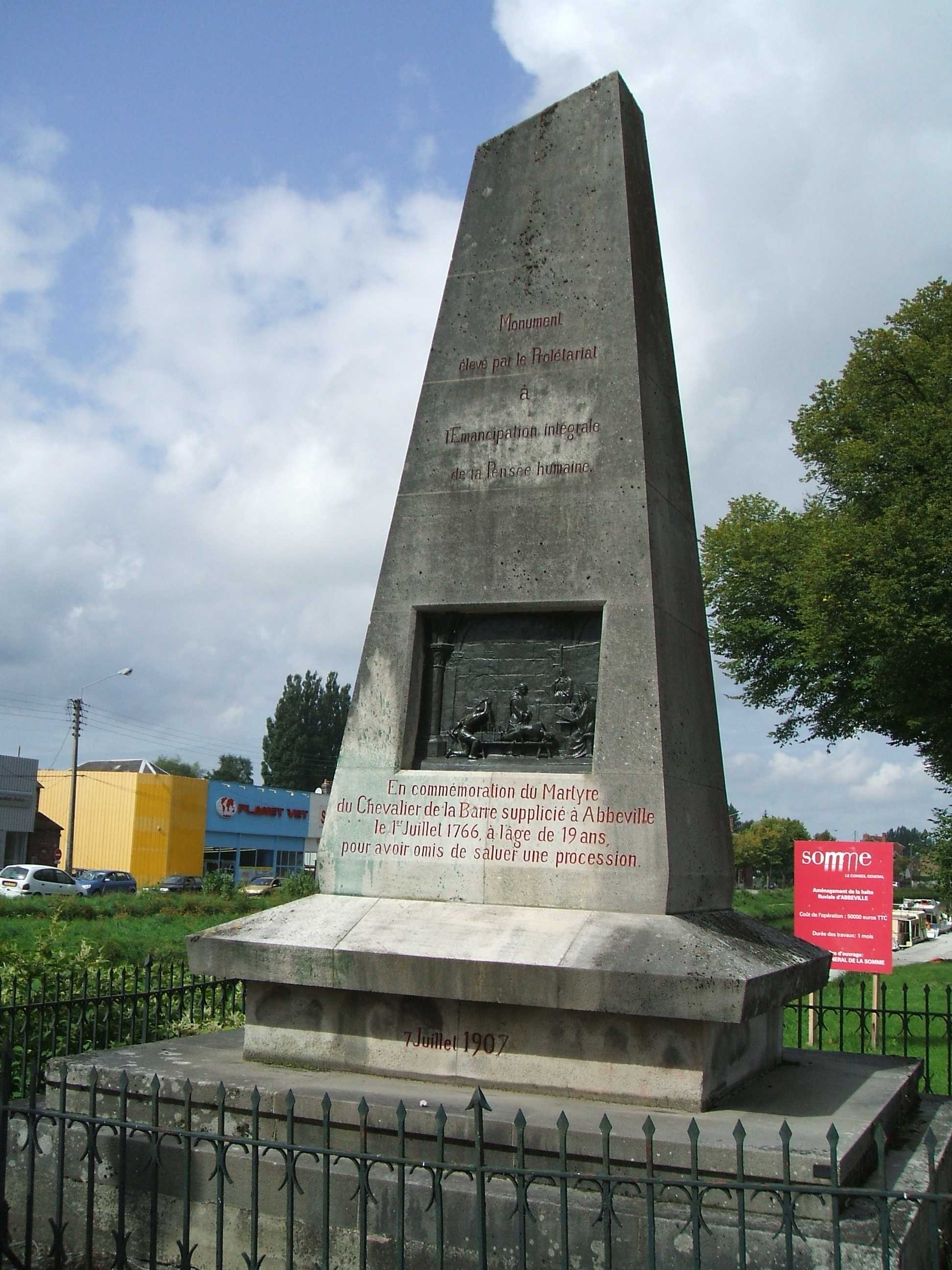
Monument a La Barre a Abbeville

Qui ha comès aquest sacrilegi? Les remors circulaven intensament però, en no tenir cap prova, va caldre recórrer als interrogatoris per reparar l'ofensa. Els rectors incitaven fins i tot a la delació durant les misses del diumenge. Finalment, la investigació va ser portada per Duval de Soicour, tinent de policia d'Abbeville, que s'implica amb aferrissament i sense vacil·lar a subministrar falses acusacions i falsos testimonis, i pel tinent del tribunal d'elecció Belleval, que era enemic personal del cavaller de La Barre, després que la seva tia, l'abadessa de Willancourt, va rebutjar els seus avenços.
Sentint-se intimidades, les persones interrogades varen acusar al cavaller de La Barre i dos còmplices, Gaillard d'Etallonde i Moisnel, d'haver cantat dues cançons llibertines irrespectuoses respecte a la religió i d'haver passat davant una processó el juliol 1765 sense treure's el seu barret. Encara pitjor, els tres homes per desafiament, es negaren a agenollar-se en el moment que passava la processó. Després de la denúncia, un escorcoll fet al domicili de La Barre comporta al descobriment de tres llibres prohibits (el Diccionari filosòfic de Voltaire i altres llibres eròtics) que acaben desacreditant-lo malgrat tenir una sòlida coartada. Per desgràcia per a de La Barre, el bisbe d'Amiens i els notables locals (encoratjats per influents devots arrelats a la tradició) desitjaven fer d'aquest cas un verdader exemple.
Pensant en que seria absolt gràcies a les relacions de la seva família, el cavaller de La Barre no prepara la seva fugida i és arrestat l'1 d'octubre de 1765 a l'Abadia de Longvillers, malgrat la destacable defensa judicial del periodista i advocat Linguet i la defensa dels amics de l'abadessa de Willancourt davant el Parlament de París, la condemna a galeres obtinguda en primera instància és commutada per condemna a mort. El rei de França mateix és sol·licitat, però poc convençut dels arguments dels defensors del cavaller, li nega la gràcia malgrat la intervenció del bisbe d'Amiens.

El cavaller de La Barre va ser finalment condemnat, a sofrir la tortura ordinària i extraordinària per a denunciar els seus còmplices, a tallar-li el puny i la llengua, a ser decapitat i a ser cremat amb l'exemplar del Diccionari filosòfic clavat sobre el tors. Aquesta sentència per blasfèmia va ser executada l'1 de juliol de 1766 a Abbeville per cinc botxins especialment enviats des de París (el botxí Sanson va ser l'encarregat de tallar-li el cap). Les seves últimes paraules varen ser: 
| « | No crec que es pugui matar un cavaller per tan poc | » |

## La mobilització de les Llums
Implicat en aquest cas, Voltaire pren posició i parla en favor del cavaller de La Barre i els seus coacusats. Redacta la Relació de la mort del cavaller de La Barre al Marquès de Beccaria i El Crit d'una sang innocent, uns escrits pels quals serà condemnat sense que la sentència pugui ser executada a conseqüència de la seva residència a Suïssa. A conseqüència del seu allunyament, és Diderot que el mantindrà informat dels esdeveniments.
Voltaire va utilitzar les seves relacions per absoldre Gaillard d'Etallonde, que havia fugit a Holanda, i protegir-lo fent-lo ingressar a l'exèrcit prussià. Quant a Moisnel, que va reconèixer algunes impietats i no tenia més que 15 anys, no va ser perseguit.
L'assumpte del cavaller de La Barre ha constituït, amb altres com l'afer Calas o l'afer Sirven, una de les causes cèlebres que han estat l'ocasió per a Voltaire i els filòsofs de les Llums de lluitar contra l'arbitrarietat de la justícia al segle xviii. Voltaire va afegir al seu Diccionari filosòfic un article titulat "Torture" denunciant la injustícia i la barbàrie de l'afer del cavaller de La Barre.

## Conclusió

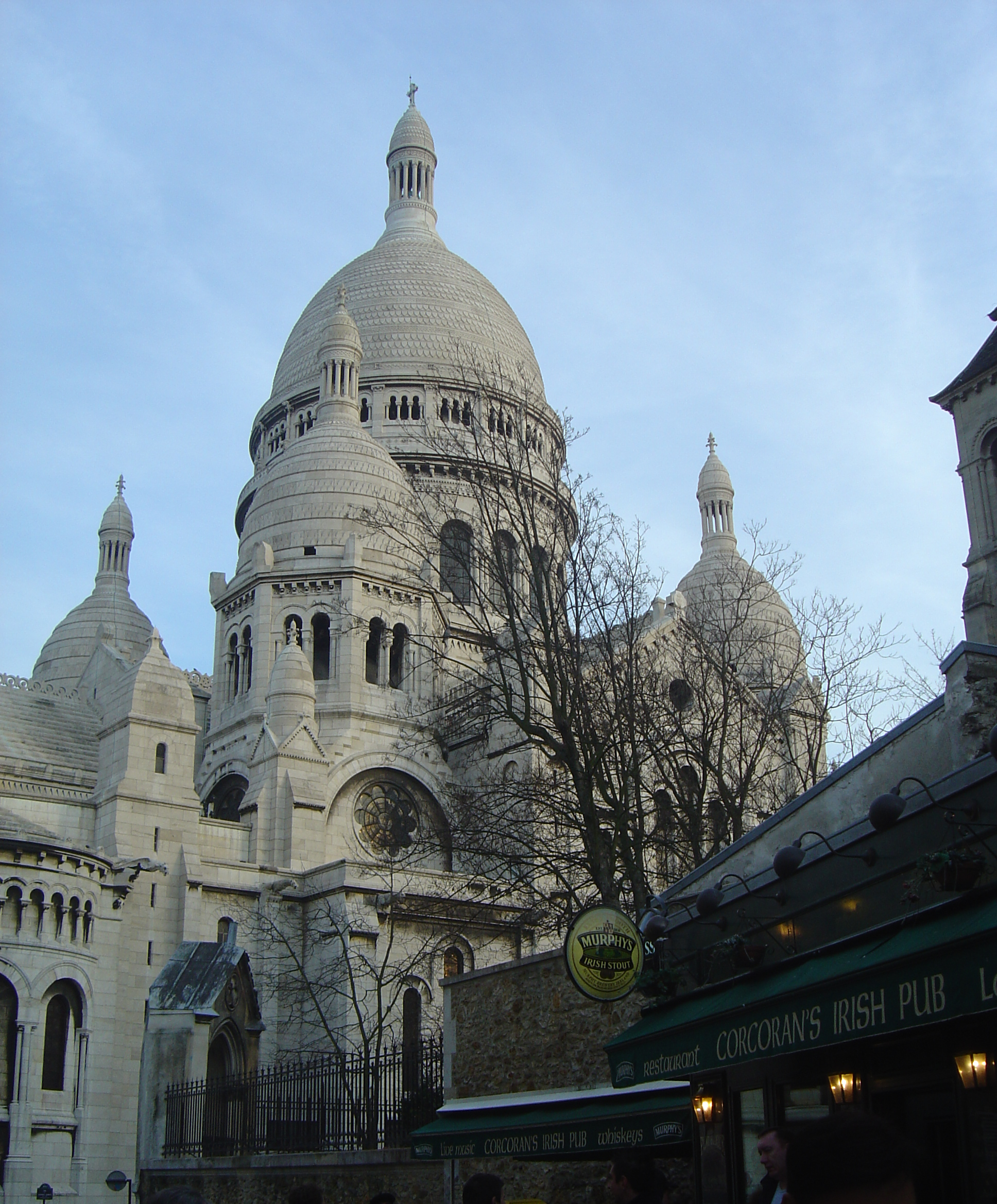
El carrer del Cavaller de La Barre, a Montmartre, davant el Sagrat-Cor

Aquesta condemna estava privada de base legal; la declaració del 30 de juliol de 1666 sobre la blasfemia no preveia la pena de mort. Posteriorment, s'establí que la degradació del crucifix, origen de l'afer del cavaller de la Barre, hauria estat causada per l'accident d'una carreta carregada de fusta. El cavaller de la Barre era a la seva cambra la nit de l'incident del crucifix.
La Revolució Francesa el va rehabilitar el 25 de brumari de l'any II.
El 1897, un comitè de lliurepensadors va aconseguir aixecar una estàtua del cavaller de La Barre davant la Basílica del Sacré Coeur, a Montmartre, posteriorment desplaçada el 1926 a la plaça Nadar, l'estàtua va ser destroçada l'11 d'octubre de 1941 pel Govern de Vichy. El 24 de febrer de 2001, una nova estàtua la va substituir. Existeix igualment una rue du Chevalier-de-La-Barre just darrere del Sacre Coeur, entre el carrer Ramey i el carrer del Mont-Cenis.
El 1902, militants laics dipositaren un ram de flors a l'indret de la tortura. Aquest acte va ser l'origen de la creació del grup "La Barre" que organitza des d'aquella data i cada primer diumenge de juliol, una manifestació que travessa el centre d'Abbeville, des del monument a La Barre que va ser erigit el 1907 per subscripció voluntària, a la riba del Canal de la Somme prop de l'estació, fins al lloc de la seva l'execució.
Avui, el nom, el monument abbevillois i l'estàtua parisenca d'aquesta víctima de la intolerància religiosa continuen sent un punt d'adhesió per als defensors del laïcisme. Existeixen fins i tot dues associacions amb el nom del cavaller de La Barre: l'associació El cavaller de La Barre a París i el grup La Barre Abbeville.